# Złotkowo
Złotkowo – wieś w Polsce położona w województwie wielkopolskim, w powiecie poznańskim, w gminie Suchy Las, przy szosie łączącej Poznań z Obornikami; we wsi rozpoczyna się zachodnia obwodnica Poznania.
Na północ od Złotkowa rozciąga się poligon wojskowy. Na północno-zachodnim skraju wsi znajduje się rezerwat przyrody Gogulec. Lasy w pobliżu Złotkowa należą do Nadleśnictwa Łopuchówko, leśnictwo Złotkowo. Północnym skrajem wsi prowadzi zółtoznakowany szlak rowerowy z Poznania do Obornik. Szlak ten przebiega przy grupie trzech pomnikowych dębów (koniec ulicy Dębowej), leśniczówce Złotkowo, biegnie granicą poligonu i skrajem rezerwatu Gogulec.
Wieś szlachecka położona była w 1580 roku w powiecie poznańskim województwa poznańskiego. W latach 1975–1998 miejscowość administracyjnie należała do województwa poznańskiego.

## Ludzie związani ze Złotkowem
- Piotr Tryjanowski[4]